# Портрет Жозефа Мольтедо
«Портрет Жозефа Мольтедо»  — твір першого періоду перебування французького художника Жана Огюста Домініка Енгра в Італії, в Римі.

## Історія створення
Жозеф Антуан Мольтедо служив чиновником і був директором французької пошти у Римі.
Перебування в Італії було примусовим, адже через військові авантюри Наполеона І частка її князівств була підкорена французами, де створили профранцузькі державні утворення в Неаполі, Мілані, Венеції. Частка французів оселилася в Італії, сюди перебрався і письменник Стендаль. В Римі в цей час працював Енгр, що мимоволі знайомився зі співвітчизниками, гордовитими аристократами, авантюристами, військовими і чиновними, вискочками і жуїрами.
Здається, жуїром і людиною з авантюрним характером був і Мольтедо, товстий, успішний в кар'єрі 30-літній весельчак. Він і замовив власний портрет Енгру.

## Опис
Невеликий за розмірами портрет, однак, виконано якісно і точно. Енгр точно відтворив і товсте обличчя нетитулованого чиновника, і здатність до веселощів і регіту, і його модний одяг. Нагадуванням про перебування Мольтедо у Римі став пейзаж з соснами — пініями та маленьке зображення Колізею за плечем чиновника пошт.
Твір — один з найкращих зразків портретного жанру Франції в збірці Метрополітен-музею початку 19 століття і його відносять до 1810 року.